# Mecynotarsus chalumeaui
Mecynotarsus chalumeaui is een keversoort uit de familie snoerhalskevers (Anthicidae). De wetenschappelijke naam van de soort is voor het eerst geldig gepubliceerd in 1981 door Bonadona.